# Prezydenci Palestyny
Lista prezydentów Palestyny:
| #                                  | Imię i nazwisko                         | Portret | Objął urząd       | Zdał urząd        | Partia polityczna |
| ---------------------------------- | --------------------------------------- | ------- | ----------------- | ----------------- | ----------------- |
| Prezydenci Autonomii Palestyńskiej |                                         |         |                   |                   |                   |
| 1                                  | Jasir Arafat (1929–2004)                |         | 20 stycznia 1996  | 11 listopada 2004 | Al-Fatah          |
| —                                  | Rauhi Fattuh pełniący obowiązki (1949–) |         | 11 listopada 2004 | 15 stycznia 2005  | Al-Fatah          |
| 2                                  | Mahmud Abbas (1935–)                    |         | 15 stycznia 2005  | 4 stycznia 2013   | Al-Fatah          |
| Prezydenci Państwa Palestyny       |                                         |         |                   |                   |                   |
| 1                                  | Mahmud Abbas (1935–)                    |         | 4 stycznia 2013   | nadal urzęduje    | Al-Fatah          |